# Igor Milanović
Igor Milanovic, (Игор Милановић) nacido en Belgrado el 18 de diciembre de 1965, jugador internacional yugoslavo / serbio de waterpolo.

## Biografía
Con la selección de su país metió 450 goles en más de 300 partidos internacional. Ha sido entrenador del VK Partizan.

## Clubs
- VK Partizan ( Serbia)
- HAVK Mladost ( Croacia)
- VK Crvena zvezda
- PVK Budvanska Rivijera
- Club Natació Catalunya ( España)
- Roma ( Italia)

## Palmarés
Como jugador en su selección
- Oro en el campeonato del mundo de Perth 1991.
- Oro en los juegos olímpicos de Seúl 1988.
- Oro en el campeonato del mundo de Madrid 1986.
- Oro en los juegos olímpicos de Los Ángeles 1984.